# Побуна самураја (1967)
Побуна самураја (јап. 上意討ち 拝領妻始末, дословно Освета због располагања женом) је јапанска историјска драма из 1967. године, коју је режирао Кобајаши Масаки.

## Радња
У периоду Едо (1725. године), Сасахара Исабуро (Тоширо Мифуне) је средовечни самурај који је цео живот провео у служби клана Мацудаира, и већ 20 година живи у уговореном браку без љубави, са хладном и суровом женом која га презире, пошто се оженио у њену породицу и узео њено име. Драма почиње када је његов старији син, Јогоро, принуђен од старешина клана да узме за жену господареву одбачену љубавницу, Ичи, након што је господару родила сина. На изненађење свих, Ичи се показује као скромна и мудра жена пуна љубави, и њен брак са Јогором цвета пуне две године. Уз њих и стари Исабуро, кога Ичи прихвата и поштује као оца, први пут у животу осећа делић породичне топлине и љубави, коју никада није доживео у свом браку. После две године рађа им се и кћер, Томи, и њихова породична срећа је потпуна. Међутим, неколико месеци касније, господарев старији син и наследник умире од болести, и Ичи ненадано постаје мајка новог наследника поседа. Господар захтева од Јогора да му врати Ичи као конкубину, пошто је недопустиво да мајка наследника буде удата за обичног вазала. Ичи и Јогоро одбијају да се покоре добровољно, упркос наговарању рођака и прикривеним претњама старешина. Једину подршку налазе у оцу и свекру, који их храбри да се не одрекну свог брака и љубави ни по коју цену. Драма се завршава крваво – Ичи је на превару отета и враћена у замак, а Исабуро и Јогоро су осуђени на сепуку због непослушности. Када одбију да се покоре, читава чета војника доводи Ичи пред њихову кућу, и Коморник клана (каро) је тера да се јавно одрекне свог мужа и свекра, уз обећање да ће им онда поштедети животе. Ичи поносно одговара да је и даље Јогорова жена, и сама се баца на копље једног стражара. Јогоро гине држећи је у наручју, али Исабуро успева да побије све нападаче и самог Коморника. Са малом Томи у наручју, Исабуро креће у Едо да се пожали шогуну због отмице своје снахе и убиства сина, али је на граници поседа нападнут од читаве чете војника са аркебузама и оборен мецима. На самрти заклиње Томи да постане жена каква је била њена мајка, и да се уда за човека какав је био њен отац. У последњој сцени видимо како Томи спасава њена дојиља, која је кришом ишла за њима.